# روبرت روبنسون
السير روبرت روبنسون (بالإنجليزية: Robert Robinson)‏ ـ (13 سبتمبر 1886 وتوفي في 8 فبراير 1975) هو عالم كيمياء عضوية بريطاني، حصل على جائزة نوبل في الكيمياء سنة 1947 لأبحاثه عن أصباغ الأنثوسيانين والقلويدات النباتية.

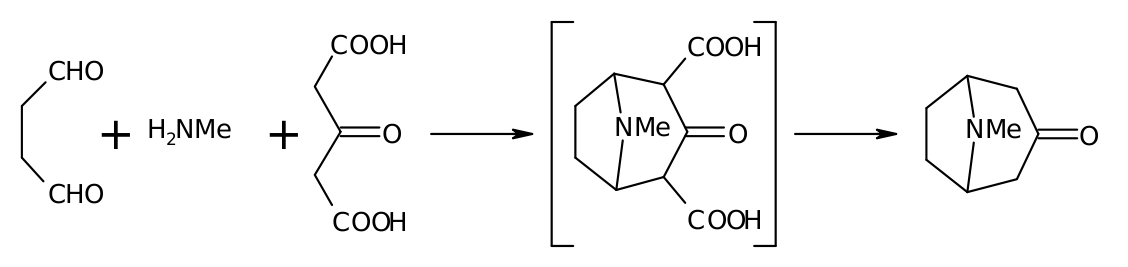
توليف روبنسون تروبينون

كان روبنسون هو أول أستاذ للكيمياء العضوية البحتة والتطبيقية في مدرسة الكيمياء التابعة لجامعة سيدني سنة 1912، وأصبح أستاذ كرسي وينفليت للكيمياء بجامعة أكسفورد منذ سنة 1930. إلى جانب حصوله على جائزة نوبل في الكيمياء، حصل أيضاً على قلادة بريستلي سنة 1953، وقلادة الحرية الرئاسية سنة 1947 كما تحصل على وسام فرنكلن في نفس السنة. كان قد تحصل على ميدالية دايفي سنة 1930 وعلى ميدالية كوبلاي سنة 1942.

## روابط خارجية
- روبرت روبنسون على موقع الموسوعة البريطانية (الإنجليزية)
- روبرت روبنسون على موقع مونزينجر (الألمانية)
- روبرت روبنسون على موقع إن إن دي بي (الإنجليزية)